# Siedmiu zuchów ze Szwabii

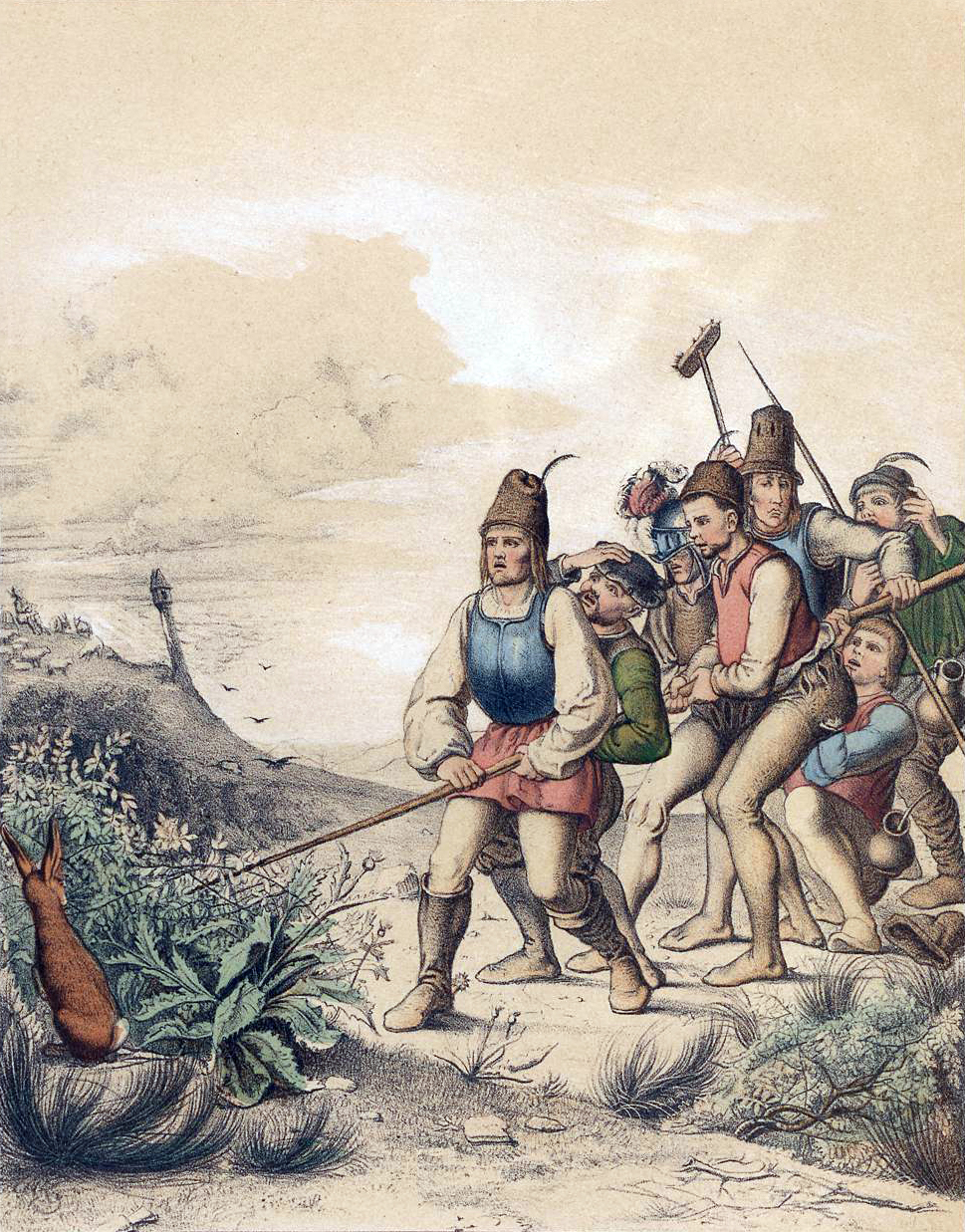
Ilustracja do baśni

Siedmiu zuchów ze Szwabii (niem. Die sieben Schwaben) – niemiecka baśń ludowa, opowiadająca o przygodach siedmiu młodzieńców ze Szwabii. Baśń znana z wielu wersji publikowanych już od XVI wieku. W Polsce najbardziej znana jest wersja opublikowana przez braci Grimm w roku 1818 w ich zbiorze Baśni (tom 2, nr 119).

## Treść
Źródło: 
Siedmiu młodzieńców postanowiło ruszyć w świat w poszukiwaniu przygód. By dokonywać walecznych czynów sprawili sobie dzidę, a ponieważ mieli tylko jedną, nieśli ją wspólnie idąc jeden za drugim. 
Kiedy zatrzymali się w polu w pobliżu jednej ze wsi, usłyszeli zza krzaka brzęczenie bąka. Uznali, że to dźwięk bębna bojowego i rzucili się do ucieczki. Jeden z nich przeskakując przez płot spadł na leżące za płotem grabie. Trzonek uderzył go mocno w twarz, a młodzieniec sądząc, że to nieznany wróg go atakuje, krzyknął, że się poddaje. Za jego przykładem koledzy również zaczęli krzyczeć, że się poddają. Dopiero po chwili zrozumieli, co się stało, zawstydzili się i przysięgli sobie, że nikt się o tym zdarzeniu nie dowie.
Po kilku dniach dalszej wędrówki natrafili w polu na zająca. Bardzo się przestraszyli tego zwierzęcia, ale uznali, że nie zdołają przed kimś tak szybkim uciec. Postanowili walczyć. Chwycili wspólnie za dzidę i z wielkim strachem ruszyli do ataku. Zając uciekł, a młodzieńcy zrozumieli, że nie było powodu do strachu.  
W toku dalszej wędrówki doszli nad rzekę Mozelę. Nie było mostu, więc postanowili przeprawić się pieszo. Zapytali człowieka po drugiej stronie rzeki czy da się tędy przejść. Człowiek nie usłyszał pytania i odparł: „Co chcecie?”. Młodzieńcy uznali, ze odpowiada „możecie”. Jeden z nich, imieniem Schulz wszedł pierwszy i zniknął w wodzie. Jego kapelusz został przez prąd uniesiony na drugi brzeg. Towarzysze zapytali ze swojego brzegu, czy już przeszedł. Żaba na kapeluszu zarechotała, co towarzysze odczytali jako „tak, tak”. Weszli po kolei do wody i utonęli wszyscy.